# Pavilhão das Goladas

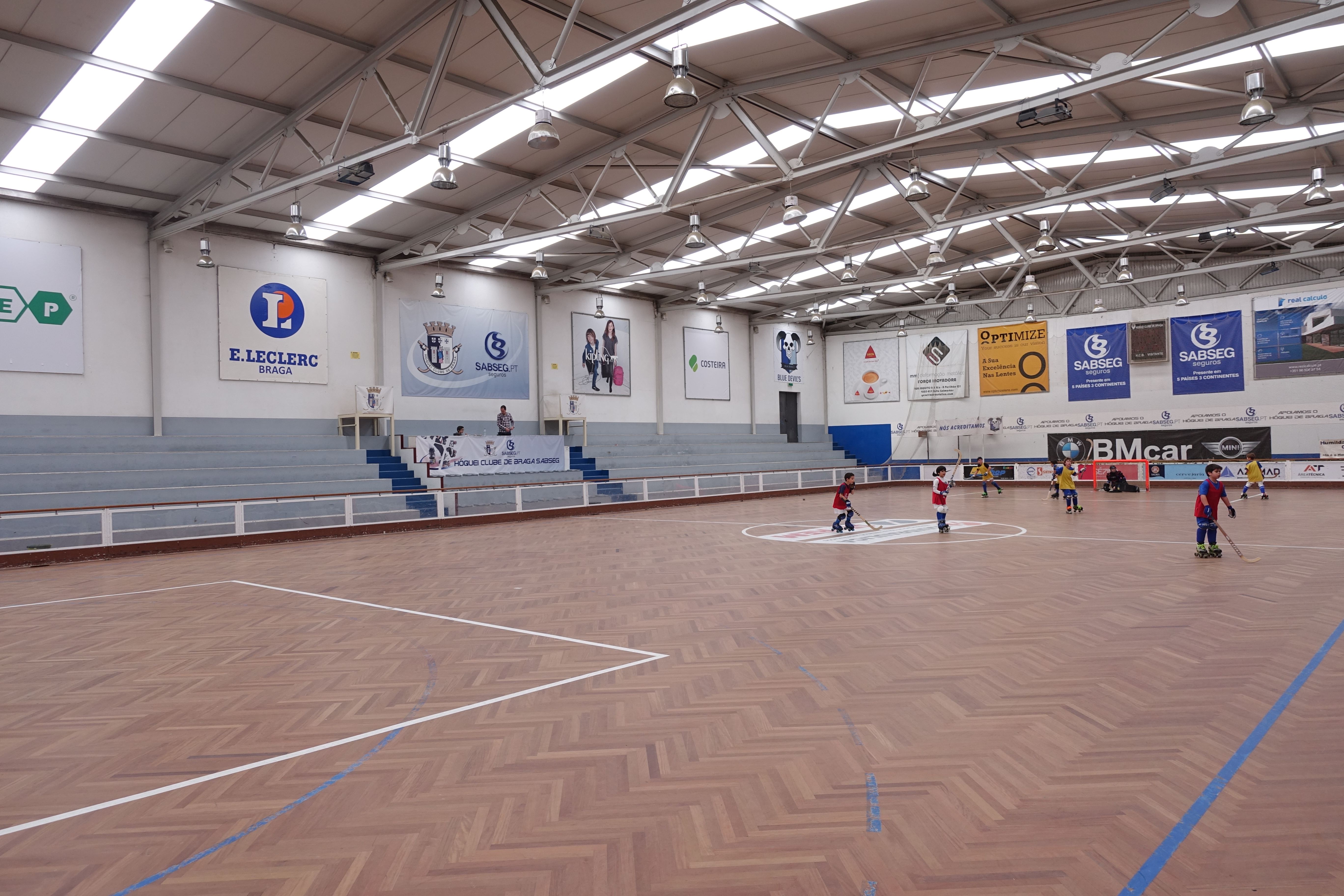
O interior do Pavilhão

O Pavilhão das Goladas, é um Pavilhão para desportos de interior, localizada na freguesia de São Victor, em Braga, Portugal, com 854 lugares sentados.
Foi inaugurado em 2002 ao serviço do Hóquei Clube de Braga, sendo a sua sede social, local de treino e realização de competições do clube.

## Requalificação
Em 2022, a Câmara de Braga investiu 1,9 milhões de euros na requalificação e ampliação do pavilhão, uma intervenção que duplicou a capacidade do equipamento, passando de 430 para 854 espetadores. O projeto contemplou ampliação das bancadas norte e sul e a criação de instalações sanitárias, assim como a remodelação do acesso ao edifício, que passou incluir a entrada principal, foyer, bilheteira e bar.
O pavilhão passou a contar com mais um piso, onde foi criada uma sala polivalente destinada à escola de Patinagem Artística, sendo que a intervenção envolveu a substituição da cobertura e a requalificação do revestimento da área de jogo, assim como trabalhos de conservação do equipamento.
O projeto contemplou ainda a ampliação dos balneários no piso térreo e a criação de mais um balneário de uso exclusivo de modalidades amadoras, assim como balneários destinados aos árbitros e monitores, sala de primeiros socorros, gabinete de observações, ginásio, áreas técnicas e de serviço, sala de reuniões e secretaria.
A inauguração da requalificação foi em 05 de outubro de 2024.